# Saxon (Valais)
Pour les articles homonymes, voir Saxon.
Saxon est une commune suisse du canton du Valais, située dans le district de Martigny.

## Géographie
Saxon est située dans la vallée du Rhône sur la rive gauche du fleuve, au nord-est de Martigny. Son territoire, d'une superficie 23,23 km2, s'étend du sommet de la Pierre Avoi au Rhône.

## Toponymie
Le nom de la commune dérive probablement de celui d'une personne nommée Saxo et signifie domaine de Saxo. L'ellipse du premier substantif est usuelle dans les toponymes romains de Suisse romande.
La première occurrence écrite du toponyme, sous la forme de Saxone, date de 1152.
La commune était aussi connue sous le nom de Saxon-les-Bains et, plus anciennement, sous celui de Sasson. Elle se nomme Chachon en patois valaisan.

## Histoire

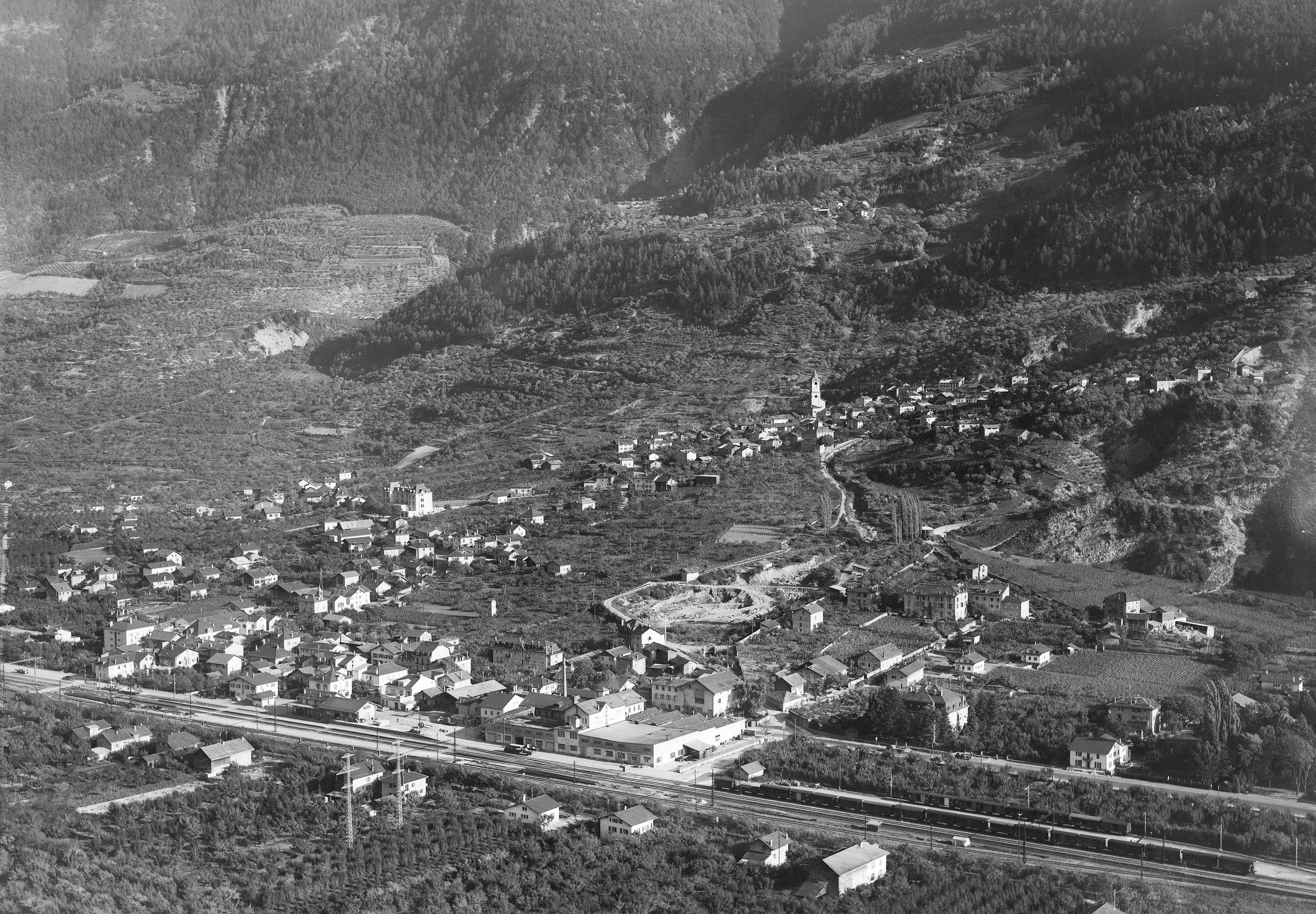
Photo aérienne (1955)

Au Moyen Âge, Saxon est une châtellenie, un temps sujette des ducs de Savoie, puis du Haut-Valais.
Le développement de la commune de Saxon s'accélère après l'ouverture d'un premier établissement thermal en 1839 et d'un casino six ans plus tard. La commune est reliée au chemin de fer en 1860.

## Population et société

### Gentilé et surnom
Les habitants de la commune se nomment les Saxonnains, Saxonains, ou Saxonnins (fém. : Saxonnindzes). Ils sont surnommés les Farates, soit les guenilles en patois valaisan.
Les habitants de la localité de Gottefrey sont surnommés les Gabians, soit les vantards en patois valaisan.

### Démographie

#### Évolution
Saxon compte 6 690 habitants au 31 décembre 2022 pour une densité de population de 288 hab/km2. Sur la période 2010-2019, sa population a augmenté de 33,6 % (canton : 10,5 % ; Suisse : 9,4 %).  

#### Pyramide des âges
En 2020, le taux de personnes de moins de 30 ans s'élève à 35,4 %, au-dessus de la valeur cantonale (31,7 %). Le taux de personnes de plus de 60 ans est quant à lui de 19,7 %, alors qu'il est de 26,6 % au niveau cantonal.
La même année, la commune compte 3 165 hommes pour 3 113 femmes, soit un taux de 50,4 % d'hommes, supérieur à celui du canton (49,6 %).
| Hommes | Classe d’âge | Femmes |
| ------ | ------------ | ------ |
| 0,4    | 90 ans ou +  | 0,8    |
| 5,0    | 75 à 89 ans  | 7,4    |
| 12,3   | 60 à 74 ans  | 13,5   |
| 23,5   | 45 à 59 ans  | 21,4   |
| 23,0   | 30 à 44 ans  | 22,1   |
| 19,3   | 15 à 29 ans  | 18,9   |
| 16,6   | - de 14 ans  | 15,9   |

| Hommes | Classe d’âge | Femmes |
| ------ | ------------ | ------ |
| 0,5    | 90 ans ou +  | 1,2    |
| 7,5    | 75 à 89 ans  | 9,4    |
| 16,8   | 60 à 74 ans  | 17,7   |
| 22,2   | 45 à 59 ans  | 21,7   |
| 20,3   | 30 à 44 ans  | 19,4   |
| 17,7   | 15 à 29 ans  | 16,6   |
| 14,9   | - de 14 ans  | 14,1   |

## Jumelages
La commune est jumelée avec celle de Bouliac en France dès 1993.

## Économie
La commune de Saxon a abrité une fabrique de conserves de 1857 à 1950, appartenant d'abord à Doxa, puis dès 1927 à Hero.

## Culture et patrimoine

### Patrimoine bâti
Dans le village de Saxon se trouvent une tour, une église, la chapelle de Sapinhaut, ainsi qu'un ancien casino.

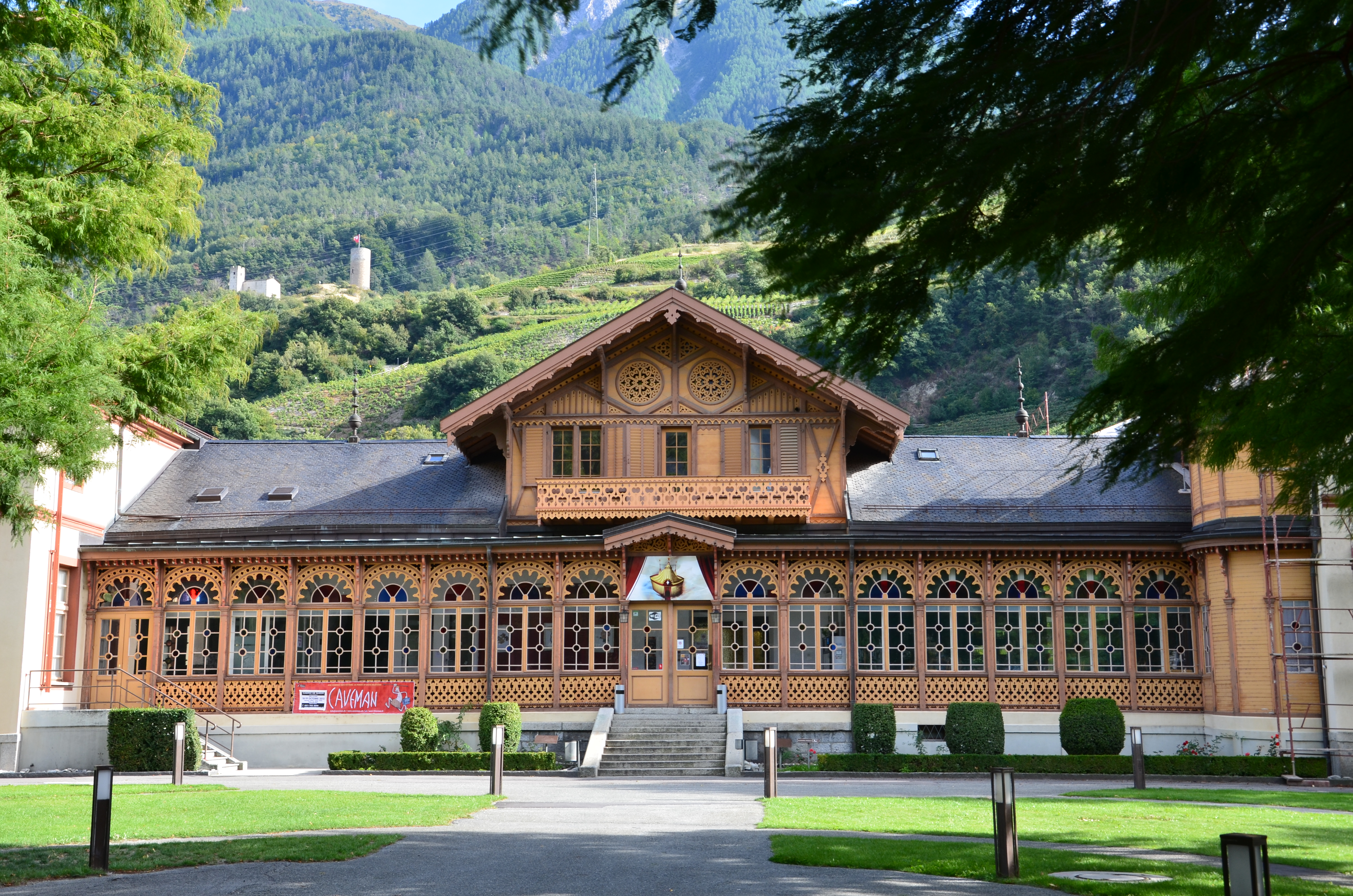
Le casino de Saxon.
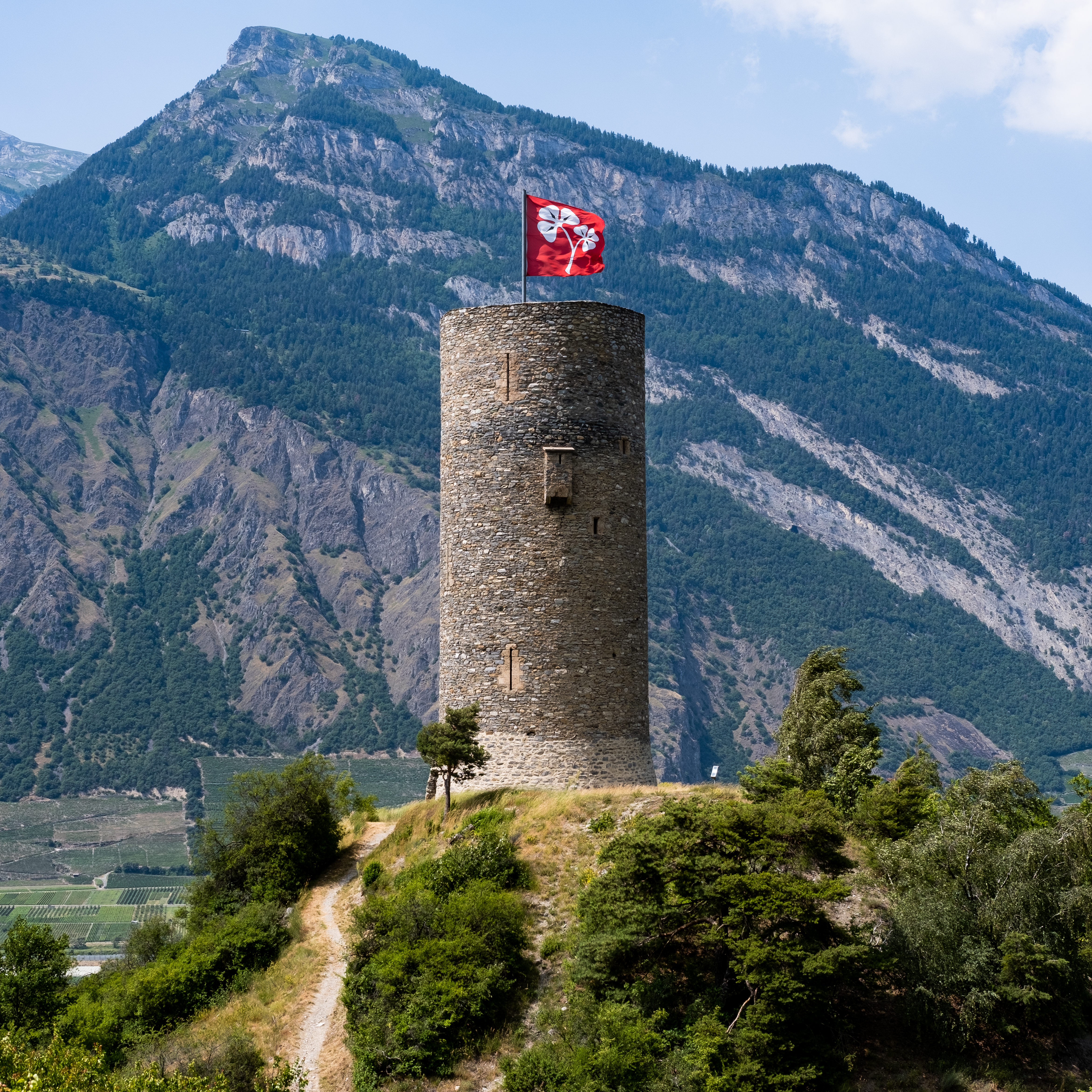
La tour du château de Saxon.
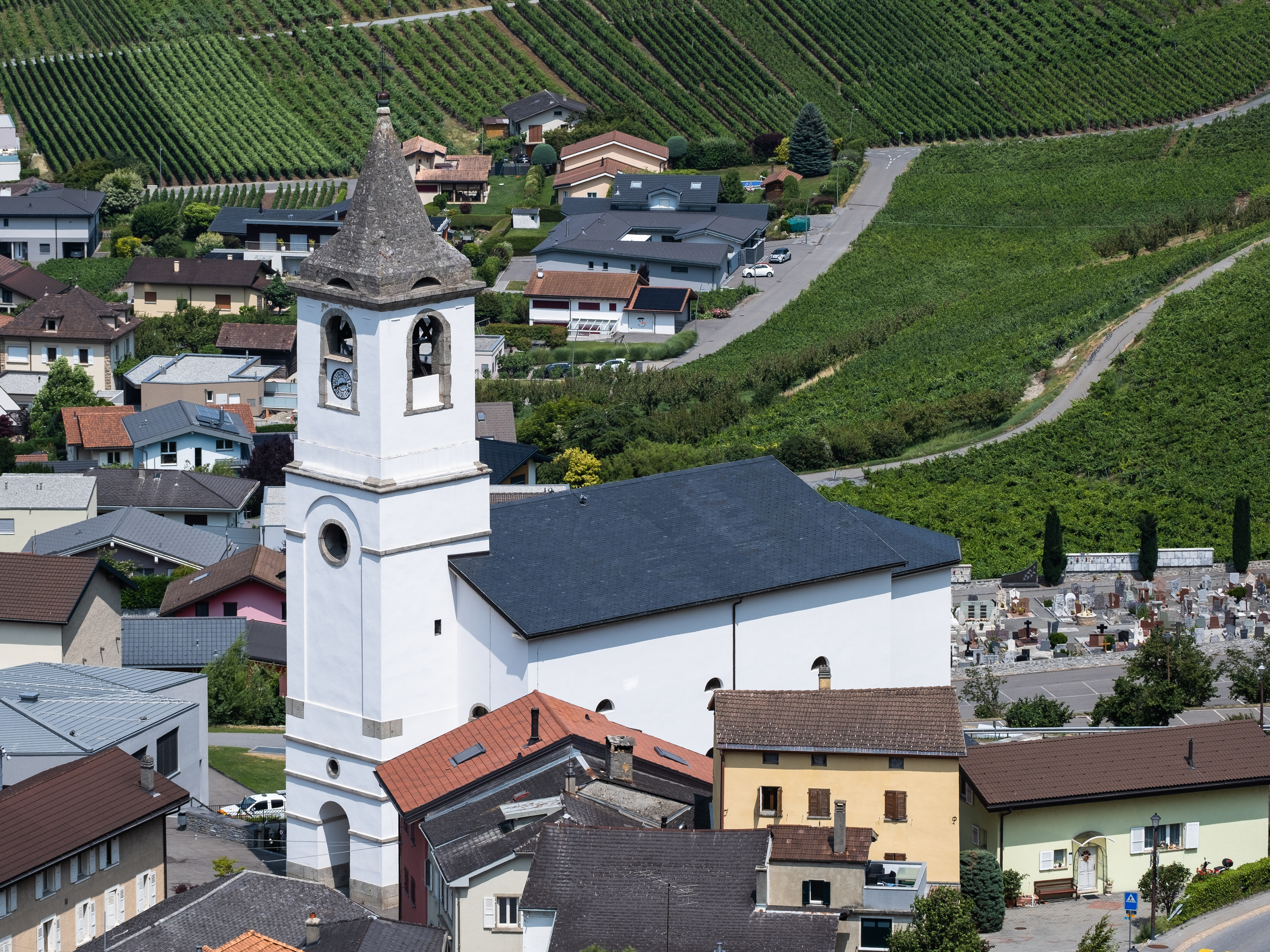
L'église de Saxon.

### Musique
Le Festival de Sapinhaut est organisé dans la localité de 1971 à 1976.

### Personnalités
- Fiodor Dostoïevski (1821-1881), écrivain russe[16], se rendit à plusieurs reprises de Genève au casino de Saxon entre fin 1867 et début 1868.
- Stéphane Lambiel (1985-), patineur artistique, champion du monde 2005 et 2006, médaillé de bronze aux championnats du monde de 2007 et médaillé d'argent aux Jeux olympiques d'hiver de Turin en 2006.
- Yann Lambiel (1973-), humoriste et imitateur.
- Anne Perrier (1922-2017), poète romande originaire de Lausanne. Dans les dernières années de sa vie, elle vécut retirée à Saxon près de ses deux fils et leur famille.
- Bernard Rappaz (1953-), le roi du chanvre dans les années 2000, alors que la Suisse est sur le point de légaliser le cannabis. Il sera finalement condamné par la justice valaisanne à plus de six ans de prison pour ses activités chanvrières.

### Héraldique
| Blason | Blasonnement : « De gueules à une tige de trèfle à deux feuilles d'argent. » |

Les armoiries de Saxon sont attestées sur des papiers officiels, des sceaux et le Walliser Jahrbuch 1934.

### Fonds d'archives
- Fonds : Saxon, Commune / Bourgeoisie / Paroisse (1540-1910) [9,28 mètres].  Cote : CH AEV, AC Saxon. Sion : Archives de l'État du Valais (présentation en ligne).